# Girona (métro de Barcelone)
Pour les articles homonymes, voir Girona (homonymie).
Girona est une station de la ligne 4 du métro de Barcelone.

## Situation sur le réseau
Elle est située sous l'intersection des rues de Gérone et du Conseil-des-Cents.

## Histoire
La station a été ouverte en 1973, lors de la mise en service d'un tronçon de la ligne 4 entre Jaume I et Joanic. Appelée alors Gerona, elle prend son nom actuel en 1982.